# James B. Reuter
Compléments
Reuter reçut le prix Magsaysay (journalisme) en 1989 et la citoyenneté philippine en 1996.
James Bertram Reuter, ne le 21 mai 1916 au New Jersey (États-Unis) et décédé le 31 décembre 2012 à Parañaque (Grand-Mannille), aux Philippines, est un prêtre jésuite américain, missionnaire et journaliste de radio et télévision aux Philippines. Passant plus de 70 ans de sa vie aux Philippines il y reçut de nombreuses distinctions.  

## Biographie
Né le 21 mai 1916 dans l'État américain du New Jersey James Reuter entre au noviciat jésuite de Wernersville (Pennsylvania) en 1936 et, la formation spirituelle initiale terminée, est envoyé comme missionnaire aux Philippines (1938). Il fait ses études de philosophie au scolasticat de Novaliches et à Baguio. Il est enseignant à l’Ateneo de Manille’ lorsque la Seconde Guerre mondiale éclate. Pendant la guerre, il est incarcéré par les occupants japonais dans un camp où sont rassemblés les prisonniers américains, à Los Baños.
La guerre terminée Reuter retourne aux États-Unis pour y faire ses études de théologie préparatoire au sacerdoce. Il est ordonné prêtre à Woodstock en 1946. Pendant un an il poursuit des études de radio et télévision à l’Université Fordham, de New York. 
En 1948 Reuter est de retour aux Philippines où il enseigne à l’Ateneo de Naga’. Il y crée le ‘Family Theater production’. Avec des acteurs et actrices philippins il monte de nombreuses pièces théâtrales familiales qui passent à la radio, et à partir de 1953, à la télévision. Ces productions familiales ont du succès.  A la télévision il dramatise également la récitation du chapelet. Le ‘Family Theater Production’ passera à la télévision jusqu’à l’année qui verra les médias contrôlés par le pouvoir lorsque l’état d'urgence fut déclaré (1972).
Le père Reuter joue un rôle important dans la révolution sociopolitique de 1986 qui vit des centaines de milliers de personnes se révolter contre le régime du président philippin Ferdinand Marcos. Lorsque les troupes de Marcos eurent endommagé les studios de la station de radio catholique ‘Veritas’, canal d’information indépendante, le cardinal Jaime Sin appela Reuter pour la remplacer. Il créa immédiatement la ‘Radio Bandido’, permettant aux auditeurs de continuer à suivre l’actualité de la révolution de quatre jours.  
Durant 39 ans le père Reuter fut le secrétaire exécutif de l’influente ‘Commission de la communication sociale et des médias’ de la Conférence épiscopale des Philippines. En 2009 – alors qu’il atteint l’âge de 93 ans – le père Reuter y est finalement remplacé... 
Pour cet engagement hors du commun dans les medias au service de l’évangélisation il reçoit du pape Jean-Paul II la croix ‘Pro Ecclesia et Pontifice’ (1981).
En 1989, il reçoit le prix Ramon Magsaysay pour le journalisme. En 1996, le parlement des Philippines lui accorde par un vote unanime la citoyenneté philippine et en 2011 il reçoit de Benigno Aquino III la Légion d'Honneur avec le plus haut grade de ‘Commandant en chef’.
Au cours des trois dernières années de sa vie, la santé du père Reuter se détériore et il séjourne quasi en permanence à l’hôpital ‘Our of Lady of Peace’ à Parañaque (Grand Manille). C’est là qu’il meurt le 31 décembre 2012, âgé de 96 ans. Il est enterré au cimetière du noviciat jésuite de Novaliches, à Quezon City.